# ثيو فان جوخ (تاجر أعمال فنية)
ثيودوروس فان جوخ (1 مايو 1857 - 25 يناير 1891) كان تاجر فني هولندي والشقيق الأصغر لفينسنت فان جوخ. يُعرف باسم ثيو، وقد عرف بدعمه لاعمال أخيه الأكبر فنسنت الفنية وعنايته به الذي كرس معظم حياته بالكامل للرسم. بصفته تاجرًا فنيًا، لعب ثيو فان جوخ دورًا جوهري في تقديم الفن الفرنسي المعاصر للجمهور.

## وفاته
توفي ثيو في 25 يناير 1891 عن عمر يناهز 33 عامًا، بعد ستة أشهر من وفاة شقيقه عن عمر يناهز 37 عامًا. كان ثيو يمتلك كل أعمال شقيقه الفنية تقريبًا. عملت أرملة ثيو جوهانا فان جوخ بونجر على الترويج لأعمال فينسنت وإبقاء ذكرى زوجها حية. في عام 1914، تم دفن رفات ثيو فان جوخ بجوار رفات شقيقه فينسنت.